# Quedas do Iguaçu
Quedas do Iguaçu är en kommun i Brasilien.   Den ligger i delstaten Paraná, i den södra delen av landet, 1 200 km sydväst om huvudstaden Brasília. Antalet invånare är 30 585.
I omgivningarna runt Quedas do Iguaçu växer huvudsakligen savannskog. Runt Quedas do Iguaçu är det ganska glesbefolkat, med 34 invånare per kvadratkilometer.